# Kresniške Poljane
Kresniške Poljane – wieś w Słowenii, w gminie Litija. W 2018 roku liczyła 344 mieszkańców.